# 顧棟高
顧棟高（1679年—1759年），字震滄，又字復初，江苏無錫人，清朝政治人物。

## 生平
康熙六十年（1721年）進士，授內閣中書。雍正時，因越級上奏被罷職。乾隆時，賜國子監司業。晩年好治《春秋》，著有《春秋大事表》五十卷。

## 延伸阅读
[在维基数据编辑]
 《清史稿·卷480》，出自趙爾巽《清史稿》